# L'isola delle anime perdute
L'isola delle anime perdute (Island of Lost Souls) è un film del 1932 diretto da Erle C. Kenton. È un film horror fantascientifico, primo lungometraggio tratto dal romanzo L'isola del dottor Moreau (The Island of Doctor Moreau, 1896) di H. G. Wells.
La pellicola, bloccata per oltre 30 anni dalla censura britannica, è considerata un film di culto.

## Trama
Il naufrago Edward Parker viene salvato da un cargo che consegna degli animali in una remota isola dell'Oceania di proprietà del dottor Moreau. Quando Parker si oppone al capitano del cargo che maltratta M'ling, un passeggero dall'aspetto strano, il capitano scaraventa Parker in mare sulla barca di Montgomery e Moreau. Moreau offre a Parker ospitalità nella sua casa e gli presenta Lota, una bella e gentile ragazza che appare un'anima semplice. Quando i due sentono provenire delle urla da una stanza chiusa a chiave, che Lota chiama la "casa del dolore", Parker indaga. Vede Moreau e Montgomery operare su una persona senza anestesia. Convinto che Moreau sia impegnato in una sadica vivisezione, Parker cerca di andarsene, solo per incontrare degli uomini di aspetto brutale che emergono dalla giungla. Appare Moreau, fa schioccare la sua frusta e ordina a quello conosciuto come l'Enunciatore della legge di ripetere la regola contro la violenza. Successivamente gli strani uomini si disperdono.
Tornati nell'abitazione principale, il medico corregge l'impressione sbagliata di Parker. Moreau spiega di avere iniziato a sperimentare a Londra, molti anni prima, accelerando l'evoluzione delle piante e di essere poi passato agli animali, cercando di trasformarli in persone attraverso "chirurgia plastica, trasfusioni di sangue, estratti ghiandolari e bagni di raggi". Starebbe ancora lavorando in Inghilterra alla sua "ricerca bio-antropologica" se un cane non fosse fuggito dal suo laboratorio, provocando un tale orrore nella gente da costringerlo a partire. Egli rivela che Lota è l'unica donna sull'isola, ma nasconde il fatto che è derivata da una pantera. Più tardi, in privato, esprime il suo entusiasmo al suo assistente Montgomery per il fatto che Lota sta diventando sempre più umana nelle sue emozioni a causa dell'attrazione che prova per Parker. Per far rimanere Parker in modo da continuare il processo, Moreau fa sì che la barca che doveva prendere Parker vada distrutta, incolpando i suoi uomini-bestia.
Parker trascorre il suo tempo con Lota, che si innamora di lui. Alla fine i due si baciano, ma Parker è afflitto dal senso di colpa, dato che ha già una fidanzata, Ruth Thomas. Quando Lota lo abbraccia, Parker avverte dolore per via delle sue lunghe dita simili ad artigli. In un impeto di rabbia, irrompe nell'ufficio del dottor Moreau dicendogli che ritiene criminale trasformare delle pantere in donne. Moreau gli spiega con calma che Lota è la sua creazione più perfetta, e che voleva verificare se era capace di innamorarsi di un uomo e di avere dei bambini simil-umani. Parker dà un pugno a Moreau e gli intima di prendere accordi in modo da fargli lasciare l'isola il più presto possibile. Quando Moreau si rende conto che Parker ha scoperto la natura di Lota perché la ragazza sta cominciando a tornare alle sue origini di pantera, si dispera credendo di avere fallito, fino a quando si accorge che Lota piange. Le sue speranze sono rinvigorite ed egli urla che brucerà tutto l'animale che è in lei nella "casa del dolore".
Nel frattempo il console americano ad Apia - la destinazione di Parker - apprende dove si trova Parker dal capitano del cargo. Ruth convince il capitano Donahue a portarlo sull'isola di Moreau. Si riunisce così con Parker ma, essendo tardi, Moreau li convince che è troppo pericoloso tornare immediatamente alla nave. A malincuore decidono di trascorrere la notte sull'isola. Ouran, una delle creature di Moreau, cerca di irrompere nella stanza di Ruth, che però si sveglia e grida aiuto. Donahue si offre quindi di cercare di raggiungere la nave e recuperare il suo equipaggio. Moreau, vedendolo partire, invia Ouran per strangolarlo.
Ciò provoca tuttavia ha un effetto imprevisto: gli uomini-bestia non si sentono più vincolati dalle leggi di Moreau, dato che lui stesso ne ha infranta una. Moreau cerca di riprendere il controllo con la frusta, ma inutilmente; in preda alla disperazione, chiede loro cos'è la legge, ma la loro risposta comune è che non esiste più una legge. Detto questo, trascinano il medico nella sua casa del dolore, dove lo pugnalano a morte con i suoi stessi strumenti chirurgici. Con l'aiuto di Montgomery, che ne ha avuto abbastanza, Parker e Ruth si danno alla fuga. Parker insiste di prendere Lota con loro. Quando Lota vede Ouran seguirli rimane indietro e gli tende un agguato. Nella lotta che segue entrambi rimangono uccisi. Gli altri se ne vanno, con l'isola in fiamme.

## Produzione
Il film venne girato in esterni nell'Isola di Santa Catalina (California).
Secondo alcune fonti, mischiati nella folla degli esseri mutanti vi erano anche gli attori (in seguito famosi) Randolph Scott, Buster Crabbe e Alan Ladd (non accreditati).

## Accoglienza
Il film fu un fiasco commerciale e lo stesso autore del romanzo originale H. G. Wells lo sconfessò, non condividendone l'impostazione horror-splatter. A causa delle scene di vivisezione la pellicola fu bloccata per oltre 30 anni dalla censura britannica (insieme a Freaks di Tod Browning), venendo in seguito considerata un film di culto.

### Critica
Secondo Il Morandini "questo horror fantastico ha una fama superiore ai suoi meriti come, d'altronde, l'acclamata interpretazione del barbuto Laughton, "sorta di buffone glaciale che, per una volta, manca di spessore" (J. Lourcelles). Quel che c'è di straordinario nel film è dovuto al romanzo breve L'isola del dottor Moreau (1896) di H.G. Wells."